# 恐怖城
『恐怖城』（きょうふじょう、原題：White Zombie、再公開及びビデオ邦題は『ホワイト・ゾンビ』、『ベラ・ルゴシのホワイト・ゾンビ』とも）は、1932年にアメリカで製作された映画。ゾンビをテーマとしたホラー映画の元祖である。主演はベラ・ルゴシ。監督はヴィクター・ハルペリン。

## ストーリー
新婚のニールとマデリーンは、旅行中に知り合ったボーマンという男に勧められ、結婚式を挙げるためにハイチを訪れる。ボーマンは、ハイチでプランテーションを営む大地主だった。ハイチに到着してボーマンの屋敷に向かう2人は、そこで奇妙な習俗や葬儀、そしてゾンビと呼ばれる気味の悪い集団に出くわす。ようやくたどりついたボーマンの屋敷には、先客の宣教師ブルーナー博士がいた。ブルーナーは2人に、ここには長居をしないように忠告する。
ボーマンは、ブードゥー教の白人司祭であるルジャンドルの工場を訪れる。そこで働いていたのは全てルジャンドルに操られるゾンビであり、食事も休憩も取らずに働き続けているという。マデリーンに横恋慕していたボーマンは、ルジャンドルにマデリーンの誘拐と監禁を依頼する。ルジャンドルは、ボーマンにゾンビパウダーを手渡す。
結婚式当日、ボーマンはゾンビパウダーを使ってマデリーンを仮死状態にして自分のものにするが、ゾンビ化した彼女はボーマンに愛を向けることはなかった。ボーマンはルジャンドルに詰め寄るが、逆に自分がゾンビにされてしまう。ルジャンドルも、マデリーンの美しさに心を奪われたのだった。
事を知ったニールは、ブルーナーと共にルジャンドルの屋敷に向かう。しかし、ゾンビ化したマデリーンはゾンビマスターの命ずるままニールを殺そうとする。最後の良心をもってボーマンがルジャンドルを突き飛ばすと、そのまま2人は海に転落死し、マデリーンは元の心を取り戻したのだった。

## キャスト
- ルジャンドル / ゾンビマスター：ベラ・ルゴシ
- マデリーン・パーカー：マッジ・ベラミー
- ニール・パーカー：ジョン・ハロン
- チャールズ・ボーマン：ロバート・フレイザー
- ブルーナー博士：ジョセフ・カーソン

## 製作
1929年、アメリカの探検家・ジャーナリストであるウィリアム・シーブルックはハイチに渡り、その民間信仰であるブードゥー教の信者に取材してそれを『The Magic Island』に著した。それによると、ハイチにはゾンビと呼ばれる生きる屍が存在しており、それはブードゥー教の神官ボコールの呪術によって蘇った死体で、神官の命ずるまま奴隷のように使役されるという。この話は驚きを持って迎えられ、ゾンビはさまざまなメディアで取り上げられた。
当時のハリウッドでは、『魔人ドラキュラ』、『フランケンシュタイン』などのホラー映画がブームとなっており、古典的モンスターに代わる新しい素材を渇望していた。インディペンデント系映画を製作するハルベリン兄弟は、シーブルックの著作にあるゾンビに着目したほか、ブロードウェイで上演されていた『Zombie』という演劇を元にして『恐怖城』を企画、製作に入った。
ハルペリンは、『魔人ドラキュラ』で広く知られるようになったベラ・ルゴシを主役のゾンビマスターに据えたほか、取り壊す直前だった同作のセットを流用させてもらったうえ、『フランケンシュタイン』の独創的なメイクアップを担当したジャック・ピアースまで雇い入れた。5万ドル（一説には5千ドルとも）という極めて低予算にもかかわらず、豪華なセットやルゴシの演技、メイクにより、映画を商業的成功に導いた。
本作に登場するゾンビは後年の映画に登場する「生きる屍」ではなく、仮死状態にされた人間である。彼らはゾンビマスターの命令に忠実で、人を襲うことも人肉を食らうこともないため、本作における恐怖はゾンビそのものではなく、ゾンビにされること（またはゾンビマスター）に対するものである。
本作は、ユナイテッド・アーティスツ社が配給権を獲得して1932年6月16日にニューヨークで公開した後、全米に配給した。また、ユナイト社は海外にも配給し、日本では翌年すぐに『恐怖城』の邦題で公開されている。

## 後年への影響
このような製作経緯より、本作はゾンビ映画の始祖として位置づけられている。本作の後、『Ouanga』(1935年）、『死霊が漂う孤島』（1941年）などいくつかの追随作が生み出されたが、他のホラー映画キャラクターのような支持を得ることはなかった。1943年の『私はゾンビと歩いた!』で作品的に頂点に達すると、ブードゥー教を元にしたゾンビ映画は失速する。そして、1968年にジョージ・A・ロメロが製作した『ナイト・オブ・ザ・リビングデッド』によってゾンビの概念が完全に刷新されるまで、ゾンビ映画の低迷は続いた。
ハルベリン兄弟は、本作の成功を経て1936年に再びゾンビ映画『Revolt of the Zombies』を製作したが、その内容はカンボジア生まれのゾンビを絡めた単なるメロドラマだった。
1980年代後半から1990年代にかけて活躍したアメリカのヘヴィメタルバンドであるホワイト・ゾンビは、バンド名を本作から取っている。